# Giulio Antamoro
Giulio Cesare Antamoro, également connu sous le nom de Gant 'né à Rome le 31 juillet 1877 et mort dans la même ville le 8 décembre 1945 à l'âge de 68 ans), est un réalisateur de cinéma italien.

## Filmographie
- 1910 : Tontolini (it)
- 1911 : Pinocchio
- 1912 : Suonatori ambulanti
- 1913 : Fra uomini e belve (Avventure in India)
- 1913 : Un intrigo a corte
- 1913 : La sfumatura
- 1913 : La donna è come l'ombra (it)
- 1913 : Metempsicosi (sous le nom de « Gant »)
- 1913 : Dopo la morte
- 1915 : La rivincita del passato
- 1915 : Colei che doveva morire
- 1915 : La fiammato patriottica
- 1916 : Sotto il dominio di una tomba
- 1916 : L'avvenire in agguato
- 1916 : Christus (it)
- 1916 : Freccia d'oro
- 1916 : Il canto dell'agonia
- 1916 : L'inesorabile
- 1916 : Inovanta giorni
- 1917 : Oltre i confini dell'anima
- 1917 : Il buon ladrone
- 1917 : Le nove stelle (it)
- 1917 : Ursus
- 1917 : Quaranta miliardi e una corona
- 1917 : Il lupo (it)
- 1917 : La storia dei tre
- 1918 : Leda senza cigno
- 1918 : Il doppio volto
- 1918 : Una peccatrice (it)
- 1918 : Sole (it)
- 1918 : Il rifugio
- 1919 : Io te uccido!
- 1919 : Il bacio di Dorina
- 1919 : La fiamma e la cenere
- 1920 : Zoya
- 1920 : La bambola infranta
- 1920 : Dopo il suicidio
- 1920 : Miss Dorothy (en)
- 1920 : La campana dello scandalo
- 1921 : Smarrita!
- 1921 : L'arte nel suo mistero
- 1921 : Don Carlos
- 1925 : La fanciulla di Pompei
- 1927 : Frate Francesco (it)
- 1928 : Vera Mirzewa (it) (Der Fall des Staatsanwalts M...), coréalisé avec Rudolf Meinert
- 1931 : Antonio di Padova, il santo dei miracoli (it)
- 1940 : Fanfulla da Lodi (it), coréalisé avec Carlo Duse
- 1943 : L'angelo bianco (it), coréalisé avec Federico Sinibaldi et Ettore Giannini